# Uatu, o Vigia
Uatu, o vigia, às vezes chamado simplesmente de O Vigia ou O Observador, é um personagem fictício de histórias em quadrinhos americanas publicadas pela Marvel Comics, um alienígena da espécie Vigia criado por Stan Lee e Jack Kirby, sua primeira aventura foi em 1963 na revista Fantastic Four Volume 1 #13.

## Histórico
O personagem alienígena, cuja espécie é chamada de Vigia, apareceu pela primeira vez sem um nome na edição Fantastic Four #13 (abril de 1963), e reapareceu periodicamente naquele título. Ele então estrelou em "Tales of the Watcher", arco de história publicado em Tales of Suspense # 49-58 (janeiro de 1964 - outubro de 1965), Silver Surfer # 1-7 (agosto de 1968 - agosto de 1969) e Marvel Super-Heroes #23 (novembro de 1969). Sua origem foi revelada em Tales of Suspense #52-53 (abril-maio de 1964), e seu nome foi revelado em Captain Marvel vol 1 #39 (Jul 1975).
O personagem fez muitas aparições no Universo Marvel desde sua estréia, incluindo Vingadores, Uncanny X-Men, Hulk, Silver Surfer, Quasar, e Marvel Point One. Ele age como o narrador em What If...?.
No enredo 2014 "Original Sin", o personagem é assassinado, provocando uma caçada ao seu assassino. A minissérie central dessa história é escrita por Jason Aaron e ilustrada por Mike Deodato.

## Outras Versões

### Terra X
Nessa versão ele é frio e manipulador, se sentindo superior aos terrestres que observa.

## Adaptações
Uatu fez participaçõs em vários segmentos, como:
- Em Hulk de The Marvel Super Heroes de 1966, sendo chamado na dublagem brasileira de O Observador;
- Duas aparições no desenho animado de 1967 e uma no desenho de 1994 do Quarteto Fantástico;
- No desenho animado dos X-Men: Animated Series;
- No desenho animado do Surfista Prateado;
- É um dos 140 personagens do vídeo game Marvel: Ultimate Alliance;

- No desenho animado do Hulk and the Agents of S.M.A.S.H.;

- Na série animada What If...? interpretado por Jeffrey Wright.

### Outras informações
- Uatu esteve presente no livro do Desafio Infinito, na luta contra Thanos.